# Eyam
Eyam (/ˈiːm/) ist ein Dorf in Derbyshire, England. Das mittelenglische Dorf im Peak District ist bis heute als „Pest-Dorf“ bekannt, da es im August 1665, als die Große Pest von London ankam, eine Quarantäne über sich selbst verhängte, um so eine weitere Ausbreitung der Infektion nach Norden zu verhindern. Eyam ist eine Gründung der Angelsachsen, die dem Ort auch den Namen gaben. Die Römer hatten in der Umgebung bereits Blei abgebaut.

## Die Pest

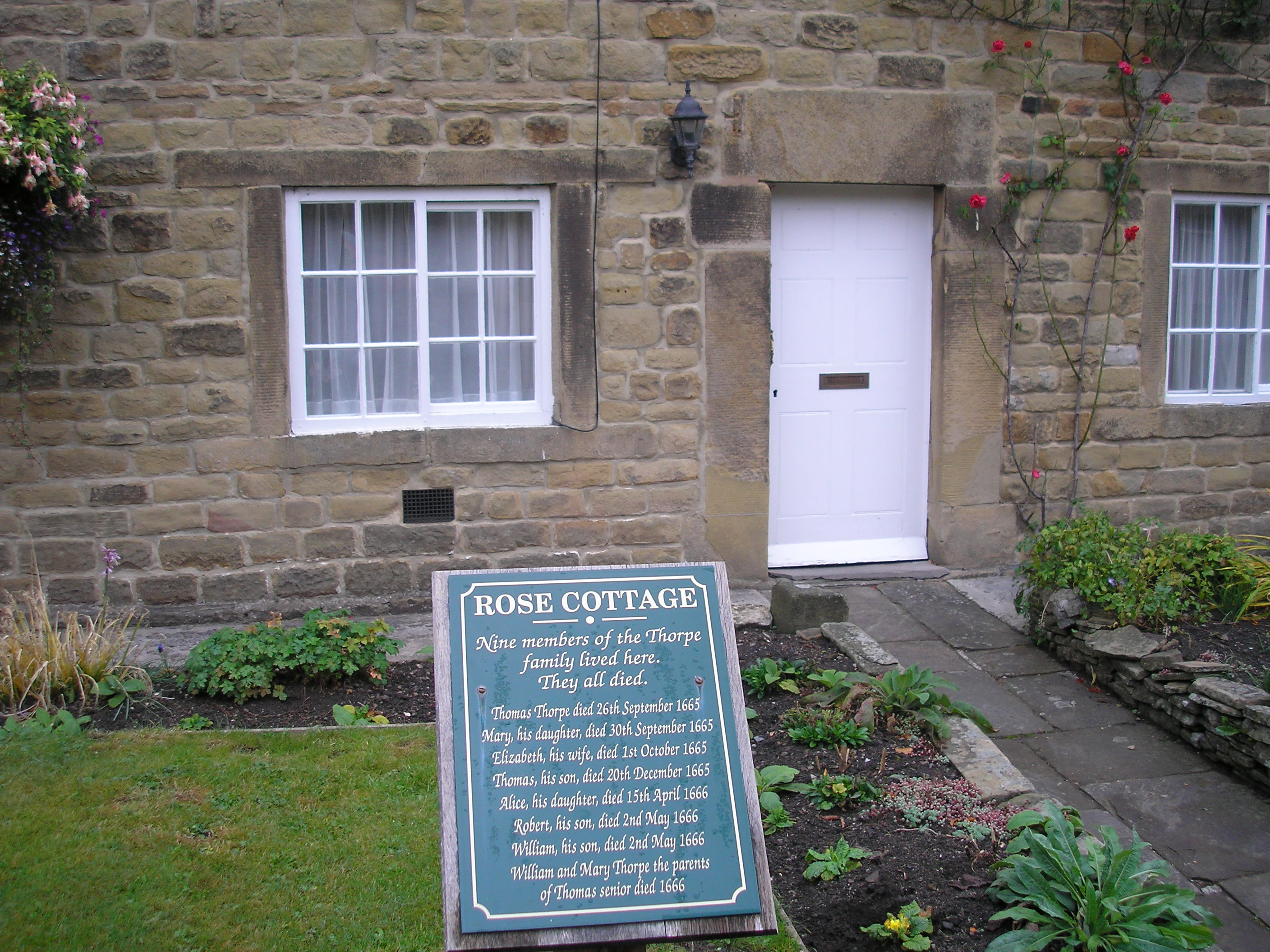
Ein Pest-cottage mit einer Pest-Gedenktafel zu Ehren einiger Opfer

Die Pest erreichte das Dorf in mit Rattenflöhen befallenen Stoffballen, die aus London zum ortsansässigen Händler George Viccars geliefert wurde. Viccars verstarb nach einer Woche und wurde am 7. September 1665 begraben. Nach weiteren Todesfällen wandten sich die Bürger an ihren Vorsteher, den anglikanischen Priester William Mompesson sowie den puritanischen Pfarrer Thomas Stanley. Beide beschlossen eine Reihe von Vorsichtsmaßnahmen, um die Ausbreitung der Krankheit zurückzudrängen. Dazu gehörte auch, dass Familien ihre Toten selbst zu begraben hatten, und die Verlegung des Gottesdienstes von der Pfarrkirche St. Lawrence nach Cucklett Delph, einer nahen Kalksteinformation im Freien. Die Bewohner sollten damit genügend Abstand zueinander halten können, um sich nicht gegenseitig zu infizieren. Die wichtigste Entscheidung war jedoch, eine Quarantäne über das Dorf zu verhängen, um eine weitere Verbreitung der Krankheit zu verhindern. Die Pest wütete 14 Monate lang im Dorf und war nachweislich für den Tod von über 260 Einwohnern verantwortlich. Von den ehemals 350 Einwohnern überlebten nur 83. Diese Berechnung wurde mehrere Male wiederholt mit den alternativen Werten von 430 Überlebenden bei 800 Einwohnern.
Als ein Jahr später die ersten Auswärtigen Eyam besuchten, fanden sie weniger als ein Viertel der einstmaligen Bewohner als Überlebende der Pest vor. Das Überleben schien zufällig, da viele Überlebende zwar engen Kontakt zu den Pest-Bakterien hatten, aber nie krank wurden. So erkrankte Elizabeth Hannock beispielsweise nie, obwohl sie innerhalb von acht Tagen ihre sechs Kinder und ihren Mann begraben musste. Diese Gräber sind als die Riley-Gräber bekannt. Auch der nicht amtliche Totengräber Marshall Howe überlebte die Seuche, obwohl er viele infizierte Körper berühren musste, er hatte jedoch zuvor schon eine Ansteckung überlebt. Obwohl die CCR5-Genmutation CCR5Δ32 in einer signifikant erhöhten Anzahl von 14 %  bei Nachkommen der Pestüberlebenden gefunden wurde, konnte kein Zusammenhang zum Grund des Überlebens hergestellt werden.

## Sehenswürdigkeiten

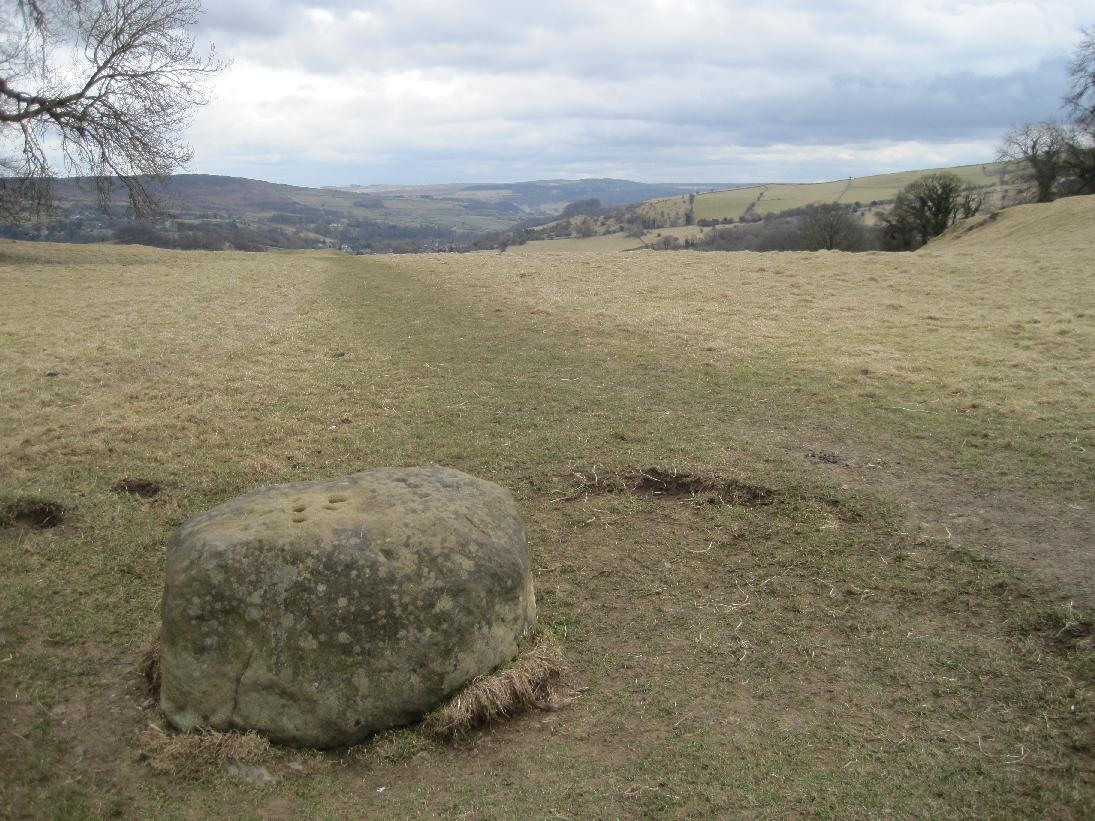
„Coolstone“, Peststein mit Löchern, um Münzen hineinzulegen

Heute besitzt Eyam verschiedene Sehenswürdigkeiten mit Bezug zur Pest, wie etwa den Coolstone von Eyam, in welchen man in Essig getränktes Geld legte – man glaubte, der Essig töte die Infektion –, um dafür von außerhalb Nahrung und Medizin zu kaufen, oder die bereits erwähnten Riley-Gräber oder das Cucklett Delph.
Das einzige Pub im Dorf ist der Miner’s Arms. Gegenüber der Kirche befindet sich das Mechanics’ Institute, das als Veranstaltungshalle genutzt wird. Als Ort der Arbeiterbewegung wurde es 1824 in Eyam gegründet, und besaß eine Bibliothek mit 766 Bänden, die sich über Mitgliedschaft finanzierte. Für 1857 sind 30 Mitglieder nachgewiesen, die etwas mehr als einen Penny Beitrag im Monat zahlten.
Entlang der Hauptstraße befindet sich die Eyam Hall im Stil der englischen Spätrenaissance (Jakobinische Zeit). Das Gebäude wurde rund elf Jahre nach der Pest errichtet, ist seitdem in Familienbesitz und dient heute teilweise als Museum.
Auf der gegenüberliegenden Wiese steht noch der historische Stock, mit dem angeblich kleinere Vergehen der Dorfbewohner bestraft wurden. Auf einer Anhöhe liegt eine Jugendherberge im viktorianischen Stil. Das 1994 eröffnete Eyam-Museum enthält Ausstellungsstücke zur lokalen Geschichte und besonders zur Pestepidemie von 1665.

### Angelsächsisches Kreuz

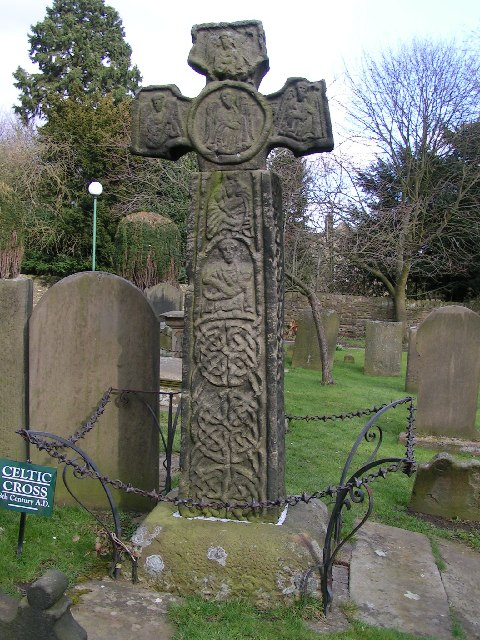
Angelsächsisches Kreuz aus dem 7. Jh.

Auf dem Friedhof der Kirche St. Lawrence befindet sich ein angelsächsisches Kreuz, das auf das achte Jahrhundert nach Christus datiert wird. Es wurde wahrscheinlich ursprünglich von Missionaren als Wegkreuz westlich von Eyam bei den Mooren am Cross Low aufgestellt. Im 18. Jahrhundert fand man es neben einem Feldweg am Moor und brachte es zum Friedhof. Es ist ein Denkmal Grade I und als Scheduled monument von nationaler Bedeutung klassifiziert. Das Kreuz ist mit reichhaltigen Mustern überzogen und nahezu vollständig erhalten, nur ein kleiner Teil des Schaftes fehlt. Eine Replik des Kreuzes, jedoch mit dem im Original fehlenden Teil, ist Teil des Kriegerdenkmals an der Blundells School in Tiverton in Devon.

## Persönlichkeiten
- Anna Seward (1742–1809), Dichterin[13]
- Richard Furness (1791–1857), Dichter aus Eyam
- Robert Eden, 3rd Baron Auckland, Priester in Eyam zwischen 1823 und 1825. Danach 3rd Lord of Auckland; Bischof von Sodor und Man 1847–1854, dann Bischof von Bath und Wells, 1854–1869.
- Egbert Hacking, Priester in Eyam zwischen 1884 und 1886, danach Erzdiakon von Newark

## Literarische und musikalische Behandlung

### Gedichte
- John Holland: The Village of Eyam: a poem in four parts. Macclesfield, 1821
- William und Mary Howitt: The Desolation of Eyam, London, 1827, Neuauflage von Kessinger Publishing, 2008[14]
- The Tale of Eyam, a story of the plague in Derbyshire, and other poems by an OLD BLUE, London, 1888[15]

### Romane
- Marjorie Bowen: God and the Wedding Dress, Hutchinson, 1938
- Jill Paton Walsh: A Parcel of Patterns. Puffin Books, 1983, Jugendbuch
- Berlie Doherty: Children of Winter, Methuen, 1985, Kinderbuch, Fernsehfassung 1994
- Linda Kempton: The Naming of William Rutherford. Heinemann, 1992, Kinderbuch
- Geraldine Brooks: Year of Wonders. Fourth Estate, 2001[16]; deutsch: Das Pesttuch
- M. I. McAllister: Black Death. Oxford University Press, 2003, Kinderbuch
- Malcolm Rose Kiss of Death, Usborne Publishing, 2006, Jugendbuch
- Paul McCusker, Walt Larimore: TSI: The Gabon Virus. Howard Books (USA), 2009, Christliche Literatur

### Schauspiel
- Joyce Dennys: Isolation At Eyam; a play in one act for women. French, 1954
- Don Taylor: The Roses of Eyam. Uraufführung 1970, TV-Aufführung 1973;[17] Heinemann, 1976
- Anne Hanley: Ring Around the Rosie. Bühnenlesung vom Fairbanks Shakespeare Theatre (Alaska), 2004
- Plague at Eyam, ein Drehbuch für junge Erwachsene, Association of Science Education, 2010, Online verfügbar (PDF; 150 kB)
- Matt Hartley: Eyam; A New Play by Matt Hartley. Shakespeare’s Globe London, Premiere 2018 Details

### Oper
- John D. Drummond, Patrick Little (Libretto): Plague upon Eyam. eine Oper in drei Akten, University of Otago Press (New Zealand), 1984; Musik auf Mr Polly at the Potwell Inn, Sirius CD SP004, 2000
- Les Emmans, Pat Mugridge (Libretto) Ring Of White Roses, Opera comica in einem Akt, 1984, Plays & Musicals, 2004, Vorschau Skript
- Ivor Hodgson: The Plague of Eyam. 2010; Ouvertüre aufgeführt im BBC radio, März 2010

### Musical
- Andrew Peggie, Stephen Clark (Text): Eyam: A Musical. 1990,[18] CD Joseph Weinberger, 1995; London, Produktion Bridewell Theatre, 1998
- Darren Vallier: A Ring of Roses. Dress Circle Records (STG1) 1996; Uraufführung Savoy Theatre, 1997; Jasper Publishing, 2004
- Eddie Brierley, Peter Robinson, Arthur Connett: The Ring of Stones. Uraufführunge Dancehouse Theatre, Manchester (1999), danach Lyric Theatre am Lowry Centre im Dezember 2000. Wiederaufnahme 2010, Tour in Nord-West-England, Schlussvorstellung 2011 Edinburgh Festival Fringe.[19]

### Lieder
- John Trevor (a.k.a. Beau): Roses of Eyam. 1975 sowie Cherry Red, 2007; Aufgenommen von Roy Bailey: Hard Times, 1985 sowie Past Masters, Fuse Records, 1998;.[20]
- iLiKETRAiNS: We All Fall Down. Album Elegies to Lessons Learnt, 2007